# Gu, Linfen
Gu är ett härad som lyder under Linfens stad på prefekturnivå i Shanxi-provinsen i norra Kina.